# Lasioglossum paramorio
Lasioglossum paramorio är en biart som först beskrevs av Heinrich Friese 1908.  Lasioglossum paramorio ingår i släktet smalbin, och familjen vägbin. Inga underarter finns listade i Catalogue of Life.